# Премия Шао
Премия Шао Ифу или Премия Шао (кит. трад. 邵逸夫獎, пиньинь Shào Yìfū jiǎng, англ. The Shaw Prize) — ежегодная международная научная премия, присуждаемая Shaw Prize Foundation (Гонконг). Учреждена в ноябре 2002 года под покровительством филантропа с полувековым стажем Шао Ифу (также известного как Шао Жэньлэн), одного из основателей кинематографа Китая и ряда других стран Юго-Восточной Азии, продюсера, кино- и телемагната, и названа в его честь.

## Основные сведения
Премия предназначена для прижизненного награждения «учёных, вне зависимости от расы, гражданства и религиозных воззрений, которые совершили значительные открытия в академических и научных исследованиях и разработках, и чья работа оказала существенное положительное влияние на человечество». Как в прессе, так и в научных кругах премию зачастую называют «Нобелевской премией Востока» или «Азиатской Нобелевской премией».
Премия Шао присуждается прижизненно за открытия и достижения в области астрономии, наук о жизни и медицины (общая категория) и математики; при этом приоритет отдаётся учёным, сохраняющим активность в соответствующей области знания, и недавним достижениям. Кандидаты на премию номинируются в сентябре-ноябре предыдущего года приглашёнными научными экспертами. Лауреаты премии текущего года объявляются летом в программе телеканала TVB Jade и в прессе, а награждаются ранней осенью, получая медаль премии, сертификат о награждении и чек денежного вознаграждения.
Подобно Нобелевской премии, лауреатов поздравляет и вручает им премию первое лицо автономии — премьер-министр Гонконга. При первом награждении эту обязанность исполнил Дун Цзяньхуа, в 2005 году — и. о. главы Рафаэль Хуэй, в 2012—2013 годах — текущий глава правительства Лян Чжэньин. Наибольшее количество награждений (с 2006 по 2011 год) провёл бывший в эти годы главой правительства Гонконга сэр Дональд Цанг.[обновить данные]
На аверсе медали изображён рельефный портрет Шао Ифу и название приза на английском и китайском языках; на реверсе — год, категория премии (также на английском и китайском), имя лауреата и квадратная печать-инчжан c фразой философа Сюнь-цзы — «Осознай Предназначение и используй его» (кит. трад. 制天命而用之, палл. чжи тяньмин эр юн чжи). Денежная часть премии для каждой из трёх категорий составляет сумму, эквивалентную до 2015 года одному миллиону долларов США; в конце периода выдвижения кандидатов на премии 2016 года было объявлено о повышении этой суммы до 1,2 миллиона долларов. При присуждении в каком либо году премии в категории нескольким учёным, общая сумма делится поровну между лауреатами.

### Структура фонда

#### Совет фонда
Вплоть до сентября 2015 года в совет фонда входили:
- Мона Шао[англ.] (председатель)
- Ян Чжэньнин (сопредседатель)
- Кеннет Ён[англ.] (вице-председатель)
- Чин Пакчун
- Чань Вайи[29]

среди которых особое место занимали кинематографистка Мона Фон, как жена и представитель (впоследствии вдова) Шао Ифу и наследница ряда его руководящих постов, и известный физик, нобелевский лауреат Ян Чжэньнин, являющийся вместе с биохимиком Ма Линем «членами-основателями» премии от научного сообщества.
1 октября 2015 года Ян Чжэньнин ушёл в отставку со своих постов в совете фонда и президиуме отборочного комитета, которые были заняты одним из первых лауреатов премии — биохимиком Кань Ютваем. В 2017 году умерли Мона Фон и Ма Линь, что привело к новым перестановкам в совете фонда.
Текущий состав совета на начало 2025 года
- Кеннет Ён (председатель)
- Раймонд Чань Вайман
- Чань Вайи
- Чин Пакчун
- Райнхард Генцель
- Кань Ютвай[33]

#### Отборочный комитет (на цикл 2024—2025 годов)
Состоит большей частью из известных учёных, приглашённых администрацией фонда. Часть членов комитета — лауреаты премии предыдущих лет.
| Президиум (англ. Board of Adjucators) - Райнхард Генцель (председатель) - Кеннет Ён (вице-председатель) - Скотт Тремейн - Бонни Басслер - Элен Эсно | Секция астрономии - Скотт Тремейн (председатель) - Роджер Блэндфорд - Жиль Шабрие - Чжу Юхуа - Эйитиро Комацу | Секция медицины и наук о жизни - Бонни Басслер (председатель) - Майкл Холл - Хелен Хоббс - Дэвид Джулиус - Деннис Ло Юкмин - Джоан Стейц - Фиона Уотт | Секция математических наук - Элен Эсно (председатель) - Карлос Кениг - Чандрашекхар Кхаре - Такуро Мотидзуки - Мок Нгаймин |

### Статистика
К концу 2019 года было присуждено и вручено 49 премий (включая двойную премию по биологии и медицине в 2004 году), поделённых между 82 лауреатами. Девять лауреатов премии получили позже Нобелевскую премию. Абсолютное большинство награждённых — американские учёные (на конец 2019 года — 48, из них около половины работает в университетах Калифорнии или работали там на момент совершения открытий), на втором месте — британские (13 лауреатов), на третьем — германские (6 лауреатов).[обновить данные]
Среди лауреатов премии шестеро — российского или экс-советского происхождения, шестеро из них — математики. Это разделившие премию 2008 года сотрудники московского и петербургского отделений Математического института имени Стеклова РАН Владимир Арнольд и Людвиг Фаддеев, а также лауреат 2012 года Максим Концевич, долгое время работающий во французском Институте высших научных исследований и формально относимый оргкомитетом премии к Франции (все трое награждены по совокупности значительного вклада в области математической физики). В 2020 году премий были удостоены урождённые москвичи Александр Бейлинсон (США) и Давид Каждан (Израиль), в 2023 — харьковчанин Владимир Дринфельд (США).
Единственный на настоящее время лауреат российского происхождения вне математической сферы — американский иммунолог узбекско-российского происхождения Руслан Меджитов, разделивший с Жюлем Офманом и Брюсом Бётлером «биомедицинскую» премию 2011 года за открытие молекулярного механизма врождённого иммунитета; партнёры Меджитова получили за это же открытие в том же году и Нобелевскую премию. Концевич и Меджитов входят в десятку самых известных в мире учёных русского происхождения по версии «Forbes».
Кроме того, владеет русским языком и активно контактирует с российскими коллегами, как минимум, один из «западных» обладателей премии — лауреат в области математики 2007 года Роберт Ленглендс.

## Лауреаты премии Шао

### Астрономия
| Год  | Лауреаты                     | Страна         | Фото | Формулировка награждения |
| ---- | ---------------------------- | -------------- | ---- | --- |
| 2004 | Джеймс ПиблсNP               | Канада         |      | За его новаторский вклад в космологию. Он заложил базу для почти всех современных исследований в космологии, теоретических и практических, превратив область, полную предположений, в точную науку. Оригинальный текст (англ.)For his groundbreaking contribution to cosmology. He laid the foundations for almost all modern investigations in cosmology, both theoretical and observational, transforming a highly speculative field into a precision science |
| 2005 | Джеффри Марси                | США            |      | За открытие и определение орбит и масс первых планет, обращающихся вокруг других звёзд, революционизирующие наше понимание процессов формирования планет и планетных систем. Оригинальный текст (англ.)For finding and characterizing the orbits and masses of the first planets around other stars, thereby revolutionizing our understanding of the processes that form planets and planetary systems |
| 2005 | Мишель МайорNP               | Швейцария      |      | За открытие и определение орбит и масс первых планет, обращающихся вокруг других звёзд, революционизирующие наше понимание процессов формирования планет и планетных систем. Оригинальный текст (англ.)For finding and characterizing the orbits and masses of the first planets around other stars, thereby revolutionizing our understanding of the processes that form planets and planetary systems |
| 2006 | Сол ПерлмуттерNP             | США            |      | За открытие ускоренного расширения Вселенной, означающего, в простейшей интерпретации, что плотность энергии пространства не равна нулю даже при отсутствии вещества и излучения. Оригинальный текст (англ.)For discovering that the expansion rate of the universe is accelerating, implying in the simplest interpretation that the energy density of space is non-vanishing even in the absence of any matter and radiation |
| 2006 | Адам РиссNP                  | США            |      | За открытие ускоренного расширения Вселенной, означающего, в простейшей интерпретации, что плотность энергии пространства не равна нулю даже при отсутствии вещества и излучения. Оригинальный текст (англ.)For discovering that the expansion rate of the universe is accelerating, implying in the simplest interpretation that the energy density of space is non-vanishing even in the absence of any matter and radiation |
| 2006 | Брайан ШмидтNP               | Австралия      |      | За открытие ускоренного расширения Вселенной, означающего, в простейшей интерпретации, что плотность энергии пространства не равна нулю даже при отсутствии вещества и излучения. Оригинальный текст (англ.)For discovering that the expansion rate of the universe is accelerating, implying in the simplest interpretation that the energy density of space is non-vanishing even in the absence of any matter and radiation |
| 2007 | Петер Голдрайх               | США            |      | За выдающиеся пожизненные достижения в теоретической астрофизике и планетологии. Оригинальный текст (англ.)In recognition of his lifetime achievements in theoretical astrophysics and planetary sciences |
| 2008 | Райнхард Генцель             | Германия       |      | За выдающийся вклад в демонстрацию наличия сверхмассивной чёрной дыры в центре Млечного Пути. Оригинальный текст (англ.)In recognition of his outstanding contributions in demonstrating that the Milky Way contains a supermassive black hole at its centre |
| 2009 | Фрэнк Шу                     | США            |      | За выдающийся пожизненный вклад в теоретическую астрономию. Оригинальный текст (англ.)In recognition of his outstanding life-time contributions in theoretical astronomy |
| 2010 | Чарльз Беннетт               | США            |      | За ведущую роль в эксперименте Wilkinson Microwave Anisotropy Probe (WMAP), давшем возможность точного определения фундаментальных космологических параметров, включая геометрию, возраст и структуру Вселенной. Оригинальный текст (англ.)For their leadership of the Wilkinson Microwave Anisotropy Probe (WMAP) experiment, which has enabled precise determinations of the fundamental cosmological parameters, including the geometry, age and composition of the universe |
| 2010 | Лайман Пейдж (мл.)           | США            |      | За ведущую роль в эксперименте Wilkinson Microwave Anisotropy Probe (WMAP), давшем возможность точного определения фундаментальных космологических параметров, включая геометрию, возраст и структуру Вселенной. Оригинальный текст (англ.)For their leadership of the Wilkinson Microwave Anisotropy Probe (WMAP) experiment, which has enabled precise determinations of the fundamental cosmological parameters, including the geometry, age and composition of the universe |
| 2010 | Дэвид Сперджел               | США            |      | За ведущую роль в эксперименте Wilkinson Microwave Anisotropy Probe (WMAP), давшем возможность точного определения фундаментальных космологических параметров, включая геометрию, возраст и структуру Вселенной. Оригинальный текст (англ.)For their leadership of the Wilkinson Microwave Anisotropy Probe (WMAP) experiment, which has enabled precise determinations of the fundamental cosmological parameters, including the geometry, age and composition of the universe |
| 2011 | Энрико Коста                 | Италия         |      | За ведущую роль в космических программах, позволивших демонстрировать космологической происхождение гамма-всплесков — мощнейших источников энергии, известных во Вселенной. Оригинальный текст (англ.)For their leadership of space missions that enabled the demonstration of the cosmological origin of gamma ray bursts, the brightest sources known in the universe |
| 2011 | Джеральд Фишман              | США            |      | За ведущую роль в космических программах, позволивших демонстрировать космологической происхождение гамма-всплесков — мощнейших источников энергии, известных во Вселенной. Оригинальный текст (англ.)For their leadership of space missions that enabled the demonstration of the cosmological origin of gamma ray bursts, the brightest sources known in the universe |
| 2012 | Дэвид Джуитт                 | США            |      | За открытие и описание транснептуновых объектов (практическое открытие пояса Койпера), сокровища космической археологии, восходящего к временам формирования Солнечной системы и оказавшимся долго разыскиваемым источником коротко-периодических комет. Оригинальный текст (англ.)For their discovery and characterization of trans-Neptunian bodies, an archeological treasure dating back to the formation of the solar system and the long-sought source of short period comets |
| 2012 | Джейн Лу                     | США            |      | За открытие и описание транснептуновых объектов (практическое открытие пояса Койпера), сокровища космической археологии, восходящего к временам формирования Солнечной системы и оказавшимся долго разыскиваемым источником коротко-периодических комет. Оригинальный текст (англ.)For their discovery and characterization of trans-Neptunian bodies, an archeological treasure dating back to the formation of the solar system and the long-sought source of short period comets |
| 2013 | Стивен Балбус                | Великобритания |      | За открытие и исследование магниторотационной неустойчивости и демонстрацию, что эта нестабильность приводит к турбулентности и является важным механизмом передачи углового момента в аккреционных дисках. Оригинальный текст (англ.)For their discovery and study of the magnetorotational instability, and for demonstrating that this instability leads to turbulence and is a viable mechanism for angular momentum transport in astrophysical accretion disks |
| 2013 | Джон Хоули                   | США            |      | За открытие и исследование магниторотационной неустойчивости и демонстрацию, что эта нестабильность приводит к турбулентности и является важным механизмом передачи углового момента в аккреционных дисках. Оригинальный текст (англ.)For their discovery and study of the magnetorotational instability, and for demonstrating that this instability leads to turbulence and is a viable mechanism for angular momentum transport in astrophysical accretion disks |
| 2014 | Даниэль Айзенштайн[уточнить] | США            |      | За вклад в уточнение космологических моделей, связанный с определением параметров крупномасштабного распределения галактик, включая барионные акустические колебания и распределение красных смещений близких галактик. Оригинальный текст (англ.)"For their contributions to the measurements of features in the large-scale structure of galaxies used to constrain the cosmological model including baryon acoustic oscillations and redshift-space distortions." |
| 2014 | Шон Кол                      | Великобритания |      | За вклад в уточнение космологических моделей, связанный с определением параметров крупномасштабного распределения галактик, включая барионные акустические колебания и распределение красных смещений близких галактик. Оригинальный текст (англ.)"For their contributions to the measurements of features in the large-scale structure of galaxies used to constrain the cosmological model including baryon acoustic oscillations and redshift-space distortions." |
| 2014 | Джон Пикок                   | Великобритания |      | За вклад в уточнение космологических моделей, связанный с определением параметров крупномасштабного распределения галактик, включая барионные акустические колебания и распределение красных смещений близких галактик. Оригинальный текст (англ.)"For their contributions to the measurements of features in the large-scale structure of galaxies used to constrain the cosmological model including baryon acoustic oscillations and redshift-space distortions." |
| 2015 | Уильям Боруки                | США            |      | За организацию и руководство миссией «Кеплера», значительно продвинувшей человеческое знание об удалённых планетных системах и структуре звёзд. Оригинальный текст (англ.)"For his conceiving and leading the Kepler mission which greatly advanced knowledge of both extrasolar planetary systems and stellar interiors." |
| 2016 | Рональд Древер               | США            |      | За идею и разработку Лазерной интерферометрической гравитационно-волновой обсерватории (LIGO), чья прямая регистрация гравитационных волн открывает новые горизонты в астрономии, и первым значимым открытием стало слияние двух чёрных дыр звёздной массы. Оригинальный текст (англ.)for conceiving and designing the Laser Interferometer Gravitational-Wave Observatory (LIGO), whose recent direct detection of gravitational waves opens a new window in astronomy, with the first remarkable discovery being the merger of a pair of stellar mass black holes |
| 2016 | Кип Торн                     | США            |      | За идею и разработку Лазерной интерферометрической гравитационно-волновой обсерватории (LIGO), чья прямая регистрация гравитационных волн открывает новые горизонты в астрономии, и первым значимым открытием стало слияние двух чёрных дыр звёздной массы. Оригинальный текст (англ.)for conceiving and designing the Laser Interferometer Gravitational-Wave Observatory (LIGO), whose recent direct detection of gravitational waves opens a new window in astronomy, with the first remarkable discovery being the merger of a pair of stellar mass black holes |
| 2016 | Райнер Вайсс                 | США            |      | За идею и разработку Лазерной интерферометрической гравитационно-волновой обсерватории (LIGO), чья прямая регистрация гравитационных волн открывает новые горизонты в астрономии, и первым значимым открытием стало слияние двух чёрных дыр звёздной массы. Оригинальный текст (англ.)for conceiving and designing the Laser Interferometer Gravitational-Wave Observatory (LIGO), whose recent direct detection of gravitational waves opens a new window in astronomy, with the first remarkable discovery being the merger of a pair of stellar mass black holes |
| 2017 | Саймон Уайт                  | Германия       |      | За его вклад в понимание формирования структуры вселенной. Используя убедительное числовое моделирование с учётом тёмной материи и космологических констант, им было показано, каким образом небольшие флуктуации ранних состояний вселенной развились в галактики и другие нелинейные структуры[уточнить] Оригинальный текст (англ.)for his contributions to understanding structure formation in the Universe. With powerful numerical simulations he has shown how small density fluctuations in the early Universe develop into galaxies and other nonlinear structures, strongly supporting a cosmology with a flat geometry, and dominated by dark matter and a cosmological constant |
| 2018 | Жан-Лу Пюже                  | Франция        |      | Оригинальный текст (англ.)for his contributions to astronomy in the infrared to submillimetre spectral range. He detected the cosmic far-infrared background from past star-forming galaxies, and proposed aromatic hydrocarbon molecules as a constituent of interstellar matter. With the Planck space mission, he has dramatically advanced our knowledge of cosmology in the presence of interstellar matter foregrounds |
| 2019 | Эдвард Стоун                 | США            |      | Оригинальный текст (англ.)for his leadership in the Voyager project, which has, over the past four decades, transformed our understanding of the four giant planets and the outer solar system, and has now begun to explore interstellar space |
| 2020 | Роджер Блэндфорд             | США            |      | Оригинальный текст (англ.)for his foundational contributions to theoretical astrophysics, especially concerning the fundamental understanding of active galactic nuclei, the formation and collimation of relativistic jets, the energy extraction mechanism from black holes, and the acceleration of particles in shocks and their relevant radiation mechanisms |
| 2021 | Виктория Каспи               | США · Канада   |      | Оригинальный текст (англ.)for their contributions to our understanding of magnetars, a class of highly magnetized neutron stars that are linked to a wide range of spectacular, transient astrophysical phenomena |
| 2021 | Хриса Кувелиоту              | США            |      | Оригинальный текст (англ.)for their contributions to our understanding of magnetars, a class of highly magnetized neutron stars that are linked to a wide range of spectacular, transient astrophysical phenomena |
| 2022 | Леннарт Линдегрен            | Швеция         |      | Оригинальный текст (англ.)For their lifetime contributions to space astrometry, and in particular for their role in the conception and design of the European Space Agency’s Hipparcos and Gaia missions |
| 2022 | Майкл Перриман               | Ирландия       |      | Оригинальный текст (англ.)For their lifetime contributions to space astrometry, and in particular for their role in the conception and design of the European Space Agency’s Hipparcos and Gaia missions |
| 2023 | Мэтью Бейлс                  | Австралия      |      | За открытие быстрых радиовсплесковОригинальный текст (англ.)For the discovery of fast radio bursts (FRBs) |
| 2023 | Дункан Лоример               | США            |      | За открытие быстрых радиовсплесковОригинальный текст (англ.)For the discovery of fast radio bursts (FRBs) |
| 2023 | Мора Маклохлин               | США            |      | За открытие быстрых радиовсплесковОригинальный текст (англ.)For the discovery of fast radio bursts (FRBs) |
| 2024 | Шринивас Кулкарни            | США            |      | За его новаторские открытия, связанные с миллисекундными пульсарами, гамма-всплесками, сверхновыми и другими переменными или переходными астрономическими объектамиОригинальный текст (англ.)For his ground-breaking discoveries about millisecond pulsars, gamma-ray bursts, supernovae, and other variable or transient astronomical objects |

### Медицина и науки о жизни
| Год  | Лауреаты               | Страна         | Фото             | Формулировка награждения |
| ---- | ---------------------- | -------------- | ---------------- | --- |
| 2004 | Стэнли Коэн            | США            |                  | За их открытия в области клонирования ДНК и генетической инженерии. Оригинальный текст (англ.)For their discoveries on DNA cloning and genetic engineering |
| 2004 | Герберт Бойер          | США            |                  | За их открытия в области клонирования ДНК и генетической инженерии. Оригинальный текст (англ.)For their discoveries on DNA cloning and genetic engineering |
| 2004 | Кань Ютвай             | США            |                  | За его открытия в области полиморфизма ДНК и его влияния на человеческую генетику. Оригинальный текст (англ.)For his discoveries on DNA polymorphism and its influence on human genetics |
| 2004 | Сэр Ричард Долл        | Великобритания |                  | За его вклад в современную эпидемиологию рака. Оригинальный текст (англ.)For his contribution to modern cancer epidemiology |
| 2005 | Сэр Майкл Берридж      | Великобритания |                  | За открытие роли кальция как вторичного мессенджера в регуляции клеточной активности. Оригинальный текст (англ.)For his discoveries on calcium signalling in the regulation of cellular activity |
| 2006 | Ван Сяодун             | США            |                  | За открытие биохимических основ программируемой клеточной смерти — жизненно важного процесса, контролирующего пролиферацию клеток и предохраняющего организм от рака. Оригинальный текст (англ.)For his discovery of the biochemical basis of programmed cell death, a vital process that balances cell birth and defends against cancer |
| 2007 | Роберт ЛефковицNP      | США            |                  | За непрестанные исследования главной рецепторной системы, отвечающей за реакцию клеток и органов на лекарственные вещества и гормоны. Оригинальный текст (англ.)For his relentless elucidation of the major receptor system that mediates the response of cells and organs to drugs and hormones |
| 2008 | Кит Кэмпбелл           | Великобритания | [[Файл:\|230px]] | За их недавние кардинальные инновации в области обращения дифференциации клеток млекопитающих, продвигающих наши знания в биологии развития. Оригинальный текст (англ.)For their recent pivotal innovations in reversing the process of cell differentiation in mammals, a phenomenon which advances our knowledge of developmental biology |
| 2008 | Сэр Иэн Уилмут         | Великобритания |                  | За их недавние кардинальные инновации в области обращения дифференциации клеток млекопитающих, продвигающих наши знания в биологии развития. Оригинальный текст (англ.)For their recent pivotal innovations in reversing the process of cell differentiation in mammals, a phenomenon which advances our knowledge of developmental biology |
| 2008 | Синъя ЯманакаNP        | Япония         |                  | За их недавние кардинальные инновации в области обращения дифференциации клеток млекопитающих, продвигающих наши знания в биологии развития. Оригинальный текст (англ.)For their recent pivotal innovations in reversing the process of cell differentiation in mammals, a phenomenon which advances our knowledge of developmental biology |
| 2009 | Дуглас Коулман         | США            |                  | За работу, приведшую к открытию лептина — гормона, регулирующего энергетический обмен организма и массу тела. Оригинальный текст (англ.)For their work leading to the discovery of leptin, a hormone that regulates food intake and body weight |
| 2009 | Джеффри Фридман        | США            |                  | За работу, приведшую к открытию лептина — гормона, регулирующего энергетический обмен организма и массу тела. Оригинальный текст (англ.)For their work leading to the discovery of leptin, a hormone that regulates food intake and body weight |
| 2010 | Дэвид Джулиус          | США            |                  | За плодотворные исследования молекулярных механизмов чувствительности кожи к болевым стимулам и температуре и включения гиперчувствительности. Оригинальный текст (англ.)For his seminal discoveries of molecular mechanisms by which the skin senses painful stimuli and temperature and produces pain hypersensitivity |
| 2011 | Жюль ОфманNP           | Франция        |                  | За открытие молекулярного механизма врождённого иммунитета — первой линии обороны против патогенов. Оригинальный текст (англ.)For their discovery of the molecular mechanism of innate immunity, the first line of defense against pathogens |
| 2011 | Руслан Меджитов        | США            |                  | За открытие молекулярного механизма врождённого иммунитета — первой линии обороны против патогенов. Оригинальный текст (англ.)For their discovery of the molecular mechanism of innate immunity, the first line of defense against pathogens |
| 2011 | Брюс БётлерNP          | США            |                  | За открытие молекулярного механизма врождённого иммунитета — первой линии обороны против патогенов. Оригинальный текст (англ.)For their discovery of the molecular mechanism of innate immunity, the first line of defense against pathogens |
| 2012 | Франц-Ульрих Хартль    | Германия       |                  | За вклад в раскрытие молекулярного механизма фолдинга белка — неотъемлемого фактора многих клеточных функций. Оригинальный текст (англ.)For their contributions to the understanding of the molecular mechanism of protein folding. Proper protein folding is essential for many cellular functions |
| 2012 | Артур Хорвич           | США            |                  | За вклад в раскрытие молекулярного механизма фолдинга белка — неотъемлемого фактора многих клеточных функций. Оригинальный текст (англ.)For their contributions to the understanding of the molecular mechanism of protein folding. Proper protein folding is essential for many cellular functions |
| 2013 | Джеффри Холл           | США            |                  | За раскрытие молекулярных механизмов, лежащих в основе циркадных ритмов. Оригинальный текст (англ.)For their discovery of molecular mechanisms underlying circadian rhythms |
| 2013 | Майкл Росбаш           | США            |                  | За раскрытие молекулярных механизмов, лежащих в основе циркадных ритмов. Оригинальный текст (англ.)For their discovery of molecular mechanisms underlying circadian rhythms |
| 2013 | Майкл У. Янг           | США            |                  | За раскрытие молекулярных механизмов, лежащих в основе циркадных ритмов. Оригинальный текст (англ.)For their discovery of molecular mechanisms underlying circadian rhythms |
| 2014 | Кадзутоси Мори         | Япония         |                  | За открытие ответа эндоплазматического ретикулума на неправильный фолдинг белков — сигнального пути клетки, контролирующего гомеостаз органеллы и качество секретируемых белковых молекул в эукариотических клетках. Оригинальный текст (англ.)For their discovery of the Unfolded Protein Response of the endoplasmic reticulum, a cell signalling pathway that controls organelle homeostasis and quality of protein export in eukaryotic cells |
| 2014 | Питер Уолтер           | США            |                  | За открытие ответа эндоплазматического ретикулума на неправильный фолдинг белков — сигнального пути клетки, контролирующего гомеостаз органеллы и качество секретируемых белковых молекул в эукариотических клетках. Оригинальный текст (англ.)For their discovery of the Unfolded Protein Response of the endoplasmic reticulum, a cell signalling pathway that controls organelle homeostasis and quality of protein export in eukaryotic cells |
| 2015 | Бонни Басслер          | США            |                  | За открытие «чувства кворума» — способности бактерий общаться и координировать поведение друг с другом, что предлагает новые пути борьбы с бактериальными патогенами и модуляции микробиома для медицинских целей. Оригинальный текст (англ.)For their discovery of quorum sensing, a process whereby bacteria communicate with each other and which offers innovative ways to interfere with bacterial pathogens or to modulate the microbiome for health applications |
| 2015 | Эверетт Питер Гринберг | США            |                  | За открытие «чувства кворума» — способности бактерий общаться и координировать поведение друг с другом, что предлагает новые пути борьбы с бактериальными патогенами и модуляции микробиома для медицинских целей. Оригинальный текст (англ.)For their discovery of quorum sensing, a process whereby bacteria communicate with each other and which offers innovative ways to interfere with bacterial pathogens or to modulate the microbiome for health applications |
| 2016 | Эдриан Бёрд            | Великобритания |                  | За открытие генетических и молекулярных механизмов развития синдрома Ретта (цереброатрофической гипераммониемии). Оригинальный текст (англ.)For their discovery of the genes and the encoded proteins that recognize one chemical modification of the DNA of chromosomes that influences gene control as the basis of the developmental disorder Rett syndrome |
| 2016 | Худа Зогби             | США            |                  | За открытие генетических и молекулярных механизмов развития синдрома Ретта (цереброатрофической гипераммониемии). Оригинальный текст (англ.)For their discovery of the genes and the encoded proteins that recognize one chemical modification of the DNA of chromosomes that influences gene control as the basis of the developmental disorder Rett syndrome |
| 2017 | Иэн Гиббонс            | США            |                  | За открытие ассоциированных с микротрубочками моторных белков, управляющих клеточными и внутриклеточными движениями, критичными для роста, деления и выживания клеток человека. Оригинальный текст (англ.)for their discovery of microtubule-associated motor proteins: engines that power cellular and intracellular movements essential to the growth, division, and survival of human cells |
| 2017 | Рональд Д. Вейл        | США            |                  | За открытие ассоциированных с микротрубочками моторных белков, управляющих клеточными и внутриклеточными движениями, критичными для роста, деления и выживания клеток человека. Оригинальный текст (англ.)for their discovery of microtubule-associated motor proteins: engines that power cellular and intracellular movements essential to the growth, division, and survival of human cells |
| 2018 | Мэри-Клэр Кинг         | США            |                  | За картирование первого гена рака молочной железы. Используя математическое моделирование, Кинг предсказала и затем продемонстрировала, что рак груди может вызываться единственным геном. Она картировала ген, который который способствовал своему распространению и тем самым спасла тысячи жизней. Оригинальный текст (англ.)for her mapping of the first breast cancer gene. Using mathematical modeling, King predicted and then demonstrated that breast cancer can be caused by a single gene. She mapped the gene which facilitated its cloning and has saved thousands of lives |
| 2019 | Мария Ясин             | США            |                  | За её работу, иллюстрирующую, что локализованные двунитевые разрывы в ДНК стимулируют рекомбинацию в клетках млекопитающих. Эта плодотворная работа была крайне важна и привела к разработке инструментов, позволяющих редактировать специфические локусы геномов млекопитающих. Оригинальный текст (англ.)for her work showing that localized double strand breaks in DNA stimulate recombination in mammalian cells. This seminal work was essential for and led directly to the tools enabling editing at specific sites in mammalian genomes                                          |
| 2020 | Геро Мизенбёк          | Великобритания |                  | За развитие оптогенетики — технологии, революционно продвинувшей нейробиологию. Оригинальный текст (англ.)for the development of optogenetics, a technology that has revolutionized neuroscience |
| 2020 | Петер Хегеман          | Германия       |                  | За развитие оптогенетики — технологии, революционно продвинувшей нейробиологию. Оригинальный текст (англ.)for the development of optogenetics, a technology that has revolutionized neuroscience |
| 2020 | Георг Нагель           | Германия       |                  | За развитие оптогенетики — технологии, революционно продвинувшей нейробиологию. Оригинальный текст (англ.)for the development of optogenetics, a technology that has revolutionized neuroscience |
| 2021 | Скотт Эмр              | США            |                  | За знаковое открытие механизма образования везикул (ESCRT), который необходим во множестве процессов с биологическими мембранами, включая клеточное деление, регуляцию клеточных рецепторов, распространение вирусов и укорочение аксонов. Оригинальный текст (англ.)for the landmark discovery of the ESCRT (Endosomal Sorting Complex Required for Transport) pathway, which is essential in diverse processes involving membrane biology, including cell division, cell-surface receptor regulation, viral dissemination, and nerve axon pruning                                       |
| 2022 | Пол Негулеску          | США            |                  | Оригинальный текст (англ.)For landmark discoveries of the molecular, biochemical, and functional defects underlying cystic fibrosis and the identification and development of medicines that reverse those defects and can treat most people affected by this disorder. Together, these discoveries and medicines are alleviating human suffering and saving lives |
| 2022 | Майкл Уэлш             | США            |                  | Оригинальный текст (англ.)For landmark discoveries of the molecular, biochemical, and functional defects underlying cystic fibrosis and the identification and development of medicines that reverse those defects and can treat most people affected by this disorder. Together, these discoveries and medicines are alleviating human suffering and saving lives |
| 2023 | Патрик Крамер          | Германия       |                  | Оригинальный текст (англ.)For pioneering structural biology that enabled visualisation, at the level of individual atoms, of the protein machines responsible for gene transcription, one of life's fundamental processes. They revealed the mechanism underlying each step in gene transcription, how proper gene transcription promotes health, and how dysregulation causes disease |
| 2023 | Ева Ногалес            | США            |                  | Оригинальный текст (англ.)For pioneering structural biology that enabled visualisation, at the level of individual atoms, of the protein machines responsible for gene transcription, one of life's fundamental processes. They revealed the mechanism underlying each step in gene transcription, how proper gene transcription promotes health, and how dysregulation causes disease |
| 2024 | Суи Лей Тейн           | США            |                  | Оригинальный текст (англ.)For pioneering structural biology that enabled visualisation, at the level of individual atoms, of the protein machines responsible for gene transcription, one of life's fundamental processes. They revealed the mechanism underlying each step in gene transcription, how proper gene transcription promotes health, and how dysregulation causes disease |
| 2024 | Стюарт Оркин           | США            |                  | Оригинальный текст (англ.)For pioneering structural biology that enabled visualisation, at the level of individual atoms, of the protein machines responsible for gene transcription, one of life's fundamental processes. They revealed the mechanism underlying each step in gene transcription, how proper gene transcription promotes health, and how dysregulation causes disease |

### Математика
| Год              | Лауреаты             | Страна         | Фото | Формулировка награждения |
| ---------------- | -------------------- | -------------- | --- | --- |
| 2004             | Чэнь Синшэнь         | Китай          | | За основание глобальной дифференциальной геометрии и продолжающееся лидерство в этой области, приведшее к прекрасным разработкам, находящимся в центре современной математики. Оригинальный текст (англ.)For his initiation of the field of global differential geometry and his continued leadership of the field, resulting in beautiful developments that are at the centre of contemporary mathematics |
| 2005             | Эндрю Уайлс          | Великобритания | | За его доказательство Великой теоремы Ферма. Оригинальный текст (англ.)For his proof of Fermat's Last Theorem |
| 2006             | Дэвид Мамфорд        | США            | | За вклад в математику и новые междисциплинарные сферы теории инвариантов и исследования многообразий. Оригинальный текст (англ.)For his contributions to mathematics, and to the new interdisciplinary fields of pattern theory and vision research |
| У Вэньцзюнь      | Китай                |                | За вклад в новую междисциплинарную сферу математической механизации. Оригинальный текст (англ.)For his contributions to the new interdisciplinary field of mathematics mechanization | |
| 2007             | Роберт Ленглендс     | Канада         | | За разработку общей математической теории («программы Ленглендса»), связывающей простые числа и симметрию. Оригинальный текст (англ.)For initiating and developing a grand unifying vision of mathematics that connects prime numbers with symmetry |
| Ричард Тейлор    | Великобритания       |                | | За разработку общей математической теории («программы Ленглендса»), связывающей простые числа и симметрию. Оригинальный текст (англ.)For initiating and developing a grand unifying vision of mathematics that connects prime numbers with symmetry |
| 2008             | Владимир Арнольд     | Россия         | | За их широкий и существенный вклад в математическую физику. Оригинальный текст (англ.)For their widespread and influential contributions to Mathematical Physics |
| Людвиг Фаддеев   | Россия               |                | | За их широкий и существенный вклад в математическую физику. Оригинальный текст (англ.)For their widespread and influential contributions to Mathematical Physics |
| 2009             | Саймон Дональдсон    | Великобритания | | За потрясающий вклад в геометрию трёх- и четырёхмерного пространства. Оригинальный текст (англ.)For their many brilliant contributions to geometry in 3 and 4 dimensions |
| Клиффорд Таубес  | США                  |                | | За потрясающий вклад в геометрию трёх- и четырёхмерного пространства. Оригинальный текст (англ.)For their many brilliant contributions to geometry in 3 and 4 dimensions |
| 2010             | Жан Бургейн          | Бельгия        | | За работы по математическому анализу и его приложению к различным областям, включая дифференциальные уравнения в частных производных, математическую физику, теорию чисел, эргодическую теорию и теоретическую информатику. Оригинальный текст (англ.)For his profound work in mathematical analysis and its application to partial differential equations, mathematical physics, combinatorics, number theory, ergodic theory and theoretical computer science                                                                                                |
| 2011             | Димитриос Христодулу | Греция         | | За инновационные работы по нелинейным дифференциальным уравнениям в частных производных лоренцевой метрики и римановой геометрии и их приложение к общей теории относительности и топологии. Оригинальный текст (англ.)For their highly innovative works on nonlinear partial differential equations in Lorentzian and Riemannian geometry and their applications to general relativity and topology |
| Ричард Гамильтон | США                  |                | | За инновационные работы по нелинейным дифференциальным уравнениям в частных производных лоренцевой метрики и римановой геометрии и их приложение к общей теории относительности и топологии. Оригинальный текст (англ.)For their highly innovative works on nonlinear partial differential equations in Lorentzian and Riemannian geometry and their applications to general relativity and topology |
| 2012             | Максим Концевич      | Франция        | | За ряд пионерских исследований в алгебре, геометрии и математической физике, в частности, в области деформационного квантования, мотивного интегрирования и зеркальной симметрии. Оригинальный текст (англ.)For his pioneering works in algebra, geometry and mathematical physics and in particular deformation quantization, motivic integration and mirror symmetry |
| 2013             | Дэвид Ли Донохо      | США            | | За основательный вклад в современную математическую статистику, в частности, за разработку оптимальных алгоритмов для статистической оценки в присутствии шума и эффективных методик для разреженного представления и восстановления больших массивов информации. Оригинальный текст (англ.)For his profound contributions to modern mathematical statistics and in particular the development of optimal algorithms for statistical estimation in the presence of noise and of efficient techniques for sparse representation and recovery in large data-sets |
| 2014             | Джордж Люстиг        | США            | | За его фундаментальный вклад в алгебру, алгебраическую геометрию и теорию представлений и за сплетение их воедино, позволившее как решить давно ожидавшие этого задачи, так и выявить новые красивые связи. Оригинальный текст (англ.)For his fundamental contributions to algebra, algebraic geometry, and representation theory, and for weaving these subjects together to solve old problems and reveal beautiful new connections |
| 2015             | Герд Фальтингс       | Германия       | | За введение и развитие базовых инструментов теории чисел, позволивших им и другим решить некоторые ставшие классическими задачи. Оригинальный текст (англ.)For their introduction and development of fundamental tools in number theory, allowing them as well as others to resolve some longstanding classical problems |
| 2015             | Хенрик Иванец        | США            | | За введение и развитие базовых инструментов теории чисел, позволивших им и другим решить некоторые ставшие классическими задачи. Оригинальный текст (англ.)For their introduction and development of fundamental tools in number theory, allowing them as well as others to resolve some longstanding classical problems |
| 2016             | Найджел Хитчин       | Великобритания | | За его обширный вклад в геометрию, теорию представлений и теоретическую физику. Оригинальный текст (англ.)For his far reaching contributions to geometry, representation theory and theoretical physics. The fundamental and elegant concepts and techniques that he has introduced have had wide impact and are of lasting importance |
| 2017             | Янош Коллар          | США            | | За их замечательные результаты во многих центральных разделах алгебраической геометрии, которые преобразовали эту область и привели к решению давних проблем, которые казались недостижимыми. Оригинальный текст (англ.)for their remarkable results in many central areas of algebraic geometry, which have transformed the field and led to the solution of long-standing problems that had appeared out of reach |
| 2017             | Клэр Вуазен          | Франция        | | За их замечательные результаты во многих центральных разделах алгебраической геометрии, которые преобразовали эту область и привели к решению давних проблем, которые казались недостижимыми. Оригинальный текст (англ.)for their remarkable results in many central areas of algebraic geometry, which have transformed the field and led to the solution of long-standing problems that had appeared out of reach |
| 2018             | Луис Каффарелли      | Аргентина      | | Оригинальный текст (англ.)for his groundbreaking work on partial differential equations, including creating a theory of regularity for nonlinear equations such as the Monge–Ampère equation, and free-boundary problems such as the obstacle problem, work that has influenced a whole generation of researchers in the field |
| 2019             | Мишель Талагран      | Франция        | | Оригинальный текст (англ.)for his work on concentration inequalities, on suprema of stochastic processes and on rigorous results for spin glasses |
| 2020             | Александр Бейлинсон  | США            | | За их огромное влияние и основополагающий вклад в области теории представлений, а также многих других областей математики |
| 2020             | Давид Каждан         | Израиль        | | За их огромное влияние и основополагающий вклад в области теории представлений, а также многих других областей математики |
| 2021             | Жан-Поль Бисмут      | Франция        | | Оригинальный текст (англ.)For their remarkable insights that have transformed, and continue to transform, modern geometry |
| 2021             | Джефф Чигер          | США            | | Оригинальный текст (англ.)For their remarkable insights that have transformed, and continue to transform, modern geometry |
| 2022             | Нога Алон            | США            | | Оригинальный текст (англ.)For their remarkable contributions to discrete mathematics and model theory with interaction notably with algebraic geometry, topology and computer sciences |
| 2022             | Эхуд Хрушовски       | Великобритания | | Оригинальный текст (англ.)For their remarkable contributions to discrete mathematics and model theory with interaction notably with algebraic geometry, topology and computer sciences |
| 2023             | Владимир Дринфельд   | США            | | Оригинальный текст (англ.)For their contributions related to mathematical physics, to arithmetic geometry, to differential geometry and to Kähler geometry |
| 2023             | Яу Шинтун            | США            | | Оригинальный текст (англ.)For their contributions related to mathematical physics, to arithmetic geometry, to differential geometry and to Kähler geometry |
| 2024             | Питер Сарнак         | США            | | Оригинальный текст (англ.)For his development of the arithmetic theory of thin groups and the affine sieve, by bringing together number theory, analysis, combinatorics, dynamics, geometry and spectral theory |